# Camerino (habitación)

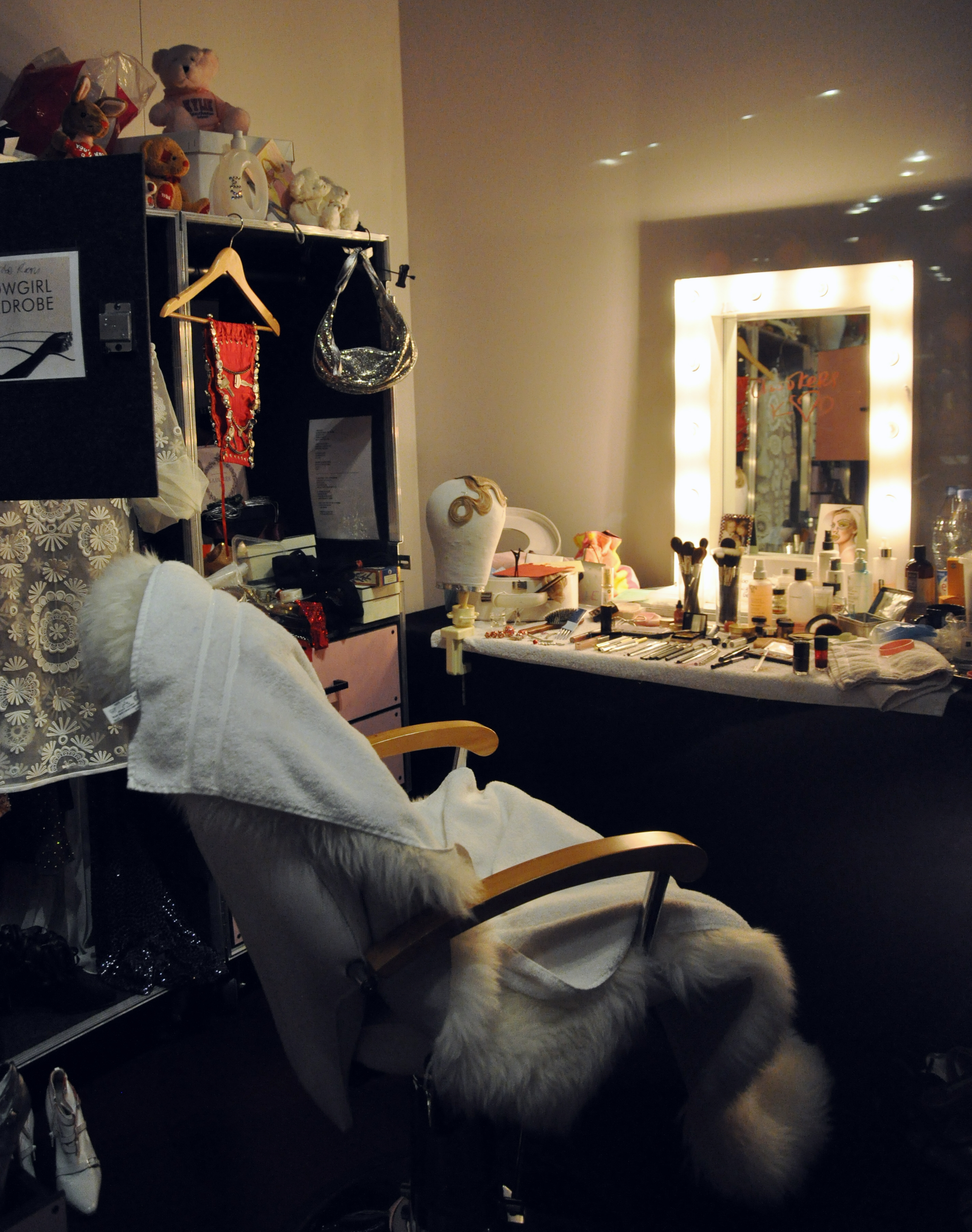
Camerino portátil de Kylie Minogue en la gira 2007.

Un camerino (del italiano camerino, ‘vestuario’), también llamado camarín, es una habitación (o espacio privado) en un teatro o sala de espectáculos, en sets o platós de cine o televisión, que proporciona a los actores un lugar para vestirse y maquillarse, antes, durante y después de la actuación. Se llama zona de camerinos a la parte del teatro no accesible o restringida al público por la que se mueven los actores y algunos operarios teatrales durante la representación.
Hay camerinos individuales, para 2, 3 o 4 personas y grandes camerinos colectivos, según se destinen a actores protagonistas, de reparto o pequeños papeles. En los teatros modestos, los actores se peinan y se maquillan en los camerinos, mientras que los teatros de más envergadura disponen de salas equipadas donde les atiende personal técnico del teatro como los maquilladores y los peluqueros. En todos los casos un camerino suele disponer de un espejo con buena iluminación. Si el espacio lo permite, tienen armarios o barras para perchas para el almacenaje del vestuario.

## Tipos
Se pueden diferenciar dos tipos de camerino, el normal, emplazado en la zona de camerinos, y el "camerino de escena o camerino de transformación", contiguo al escenario, que se usa para cambios rápidos de indumentaria o retoques del maquillaje. Suele ser un pequeño espacio de uso común.

## Escenas de camerino

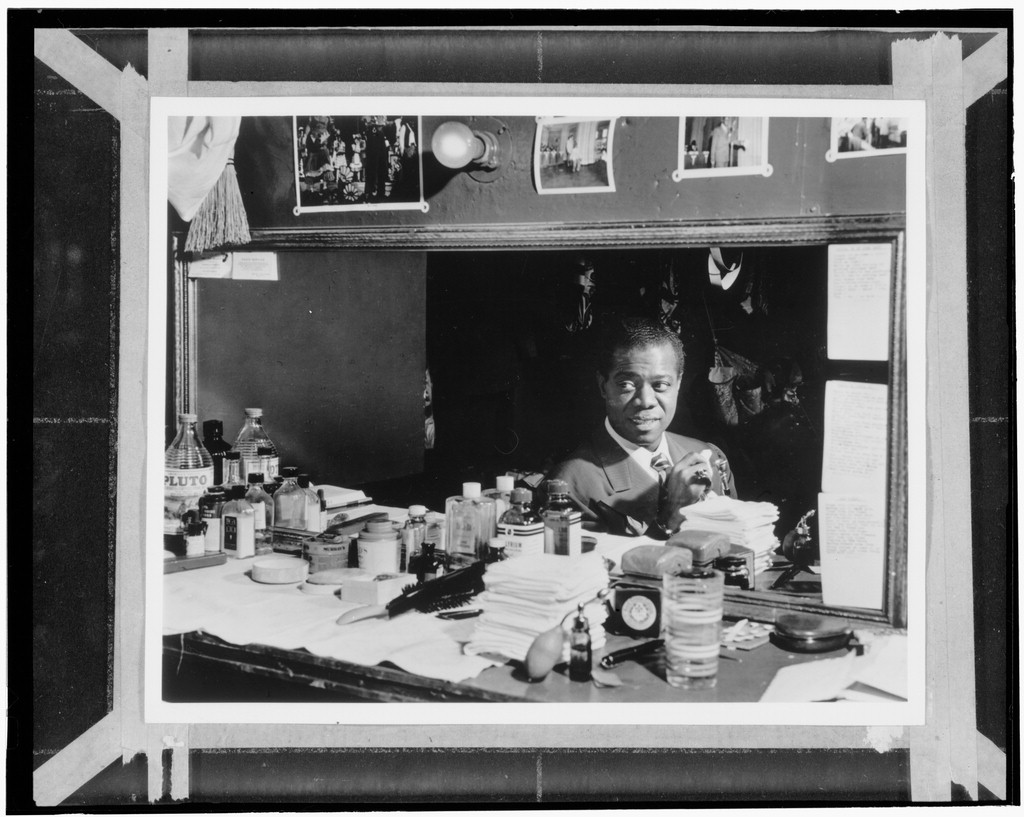
El músico Louis Armstrong, en su camerino del Aquarium, de Nueva York, en julio de 1946. Retratado por William P. Gottlieb.

La historia del cine es rica en escenas de camerino, una figura muy literaria en el mundo del espectáculo. Como "reducto íntimo, casi sagrado", el camerino ha servido de "escenario fuera del escenario", donde los actores hacen su último ensayo, su enésima introspección. Escenario real y literario de suicidios, asesinatos, apasionados romances y secretos tálamos, el camerino, ya antes de la llegada del cinematógrafo (que podía mostrar teatralmente lo que ocultaba el teatro), fue visitado, analizado e inmortalizado por el ojo de los pintores, ejercicio que, ya en el siglo XX, recuperarían los fotógrafos.